# J. B. van Heutsz

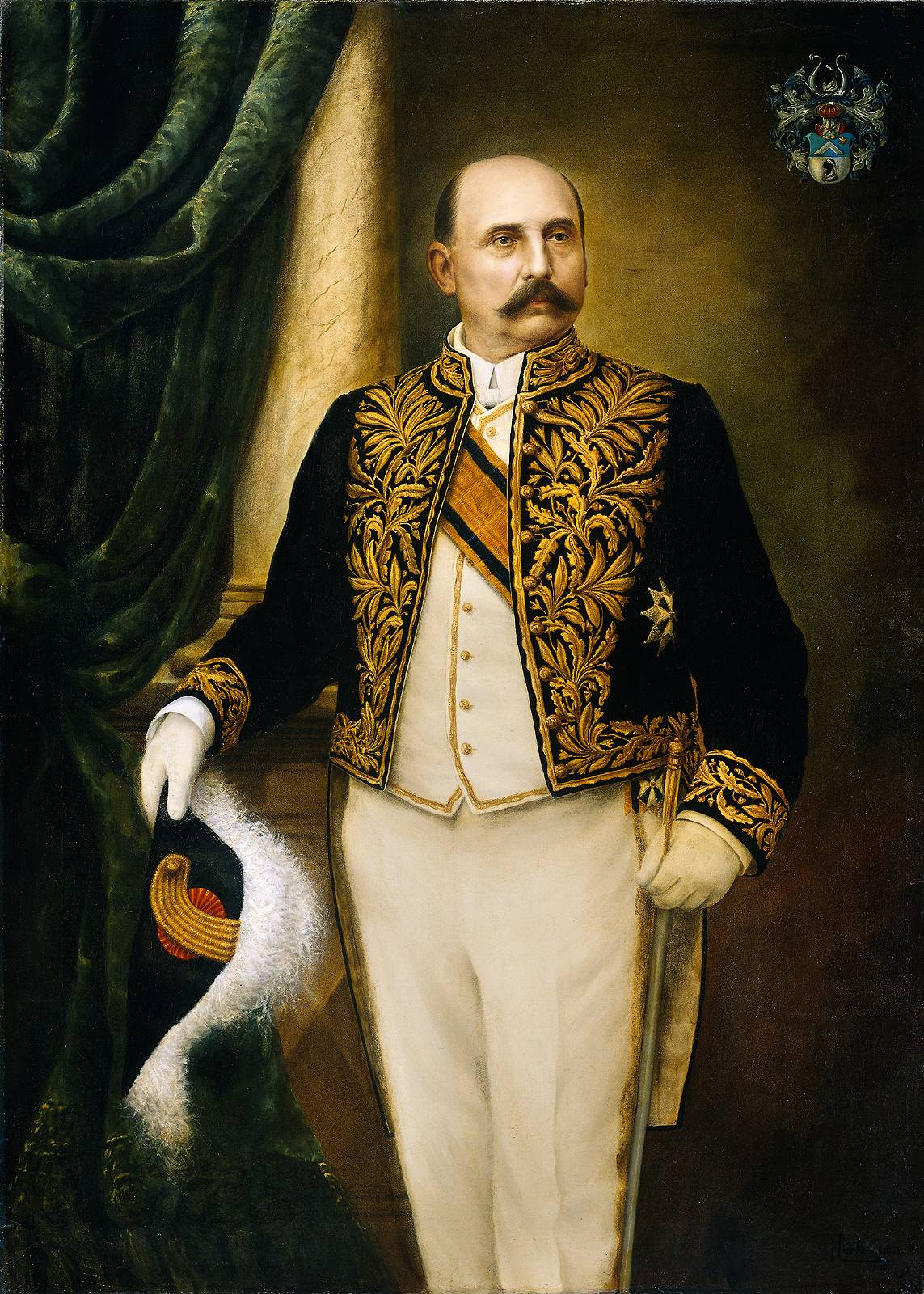
Joannes Benedicius van Heutz (1909)

Joannes Benedicius van Heutsz (* 3. Februar 1851, Coevorden; † 11. Juli 1924 in Montreux, Schweiz) war ein niederländischer Offizier und Kolonialverwalter, der von 1904 bis 1909 als Generalgouverneur von Niederländisch-Indien tätig war. Er ist bekannt dafür, eine zentrale Rolle im Aceh-Krieg gespielt zu haben.

## Frühes Leben
Joannes Benedictus van Heutsz wurde am 3. Februar 1851 in Coevorden in den Niederlanden geboren. Er wurde in eine Militärfamilie geboren, da bereits sein Vater und Großvater als Offiziere der Artillerie gedient haben.
Van Heutsz besuchte die Schule in Breda. Seine Familie konnte es sich nicht leisten, ihn an die Koninklijke Militaire Academie zu schicken, weshalb er von 1867 bis 1872 in einem regulären Infanteriebattalion diente.

## Aceh-Krieg
Nachdem der Aceh-Krieg bereits 25 Jahre andauerte, wurde van Heutsz zum Militärgouverneur von Aceh ernannt. Es gelang van Heutsz, den Widerstand zu schwächen, indem er Uneinigkeiten zwischen der Oberschicht von Aceh und den religiösen Ulama gezielt unterstützte, um sich so die Unterstützung der Oberschicht von Aceh zu sichern. Er passte zudem die Taktiken der Kolonialarmee an, um mithilfe von kleinen mobilen Einheiten die Guerillataktiken des Feindes zu kontern.
Van Heutsz beauftragte Oberst Van Daalen mit der Vernichtung des verbleibenden Widerstandes. Van Daalen zerstörte diverse Dörfer und tötete dort etwa 2900 Acehner. Die niederländischen Truppen verloren währenddessen lediglich 26 Mann. 1903 hatten mehrere Widerstandsführer aufgrund der überlegenen Taktiken der Niederländer kapituliert. Im selben Jahr verkündete die Kolonialregierung, dass der Krieg offiziell beendet sei. Trotz dieser Erklärung wurde der Widerstand gegen die Kolonialverwaltung bis 1913 fortgesetzt.
Der zukünftige Premierminister der Niederlande, Hendrikus Colijn, war van Heutsz’ Adjutant während des Krieges. In den Niederlanden wurde van Heutsz als Held gefeiert und erhielt den Spitznamen „Bezwinger von Aceh“. Wegen seiner Erfolge wurde er 1904 zum Generalgouverneur von Niederländisch-Indien ernannt.

## Rückkehr nach Europa
Van Heutsz zog 1909 zurück nach Amsterdam. Nachdem seine Frau gestorben war, zog er zunächst nach Bussum und dann später nach Montreux in der Schweiz. Er verstarb am 11. Juli 1924 im Alter von 73 Jahren.